# (55636) 2002 TX300
(55636) 2002 TX300 è un oggetto transnettuniano di notevoli dimensioni, orbitante attorno al Sole ad una distanza media di 43,088 unità astronomiche. Non ha ancora un nome proprio, ed è noto tramite la sua designazione provvisoria. Prima di questa si trova il numero progressivo che ha ricevuto nell'elenco generale degli asteroidi.

## Storia delle osservazioni
(55636) 2002 TX300 è stato scoperto il 15 ottobre 2002 nell'ambito del programma di ricerca NEAT.

## Parametri orbitali
(55636) 2002 TX300 è un cubewano, ovvero un oggetto della fascia di Kuiper che non presenta particolari configurazioni di risonanza orbitale con i pianeti del sistema solare esterno (segnatamente con Nettuno). La sua magnitudine assoluta, pari a 3,3, è compresa fra quelle di Quaoar e di Varuna; l'orbita di (55636) 2002 TX300 è tuttavia di gran lunga la più eccentrica ed inclinata delle tre.
Il suo periodo di rotazione potrebbe essere pari a 7,9 ore o al doppio di tale valore; si tratta di misurazioni effettuate osservando le lievi variazioni periodiche della luminosità apparente dell'oggetto dovute alla sua rotazione. Si tratta di variazioni di minima entità, che potrebbero anche denunciare una forma irregolare dell'oggetto.
In caso contrario, con ogni probabilità l'Unione Astronomica Internazionale potrà elevare l'oggetto al rango di pianeta nano del sistema solare, una volta acquisiti i suoi dati fisici con sufficiente accuratezza.

### Confronto con Haumea

Le orbite di (in blu) e Haumea (in verde).

Le orbite di (in blu) e Haumea (in verde).

L'orbita di (55636) 2002 TX300 è per molti aspetti simili a quella di Haumea: entrambe sono caratterizzate da un'elevata inclinazione orbitale (26°), da una moderata eccentricità (~0,12) e dall'assenza di significative risonanze orbitali con Nettuno (il perielio delle due orbite è prossimo alle 37 unità astronomiche, ben al di là dell'afelio di quest'ultimo).
Alcuni altri oggetti minori della fascia di Kuiper, come 2002 UX25 e 55565 Aya, seguono orbite simili.
I diagrammi a fianco raffigurano in differenti colori le orbite di (55636) 2002 TX300 e Haumea osservate dal piano dell'eclittica e da una prospettiva polare; sono inoltre segnalate, in inglese, le date del perielio e dell'afelio dei due oggetti. I corpi sono rappresentati nella posizione calcolata nell'aprile 2006; sono rispettate le loro dimensioni relative e le differenze di albedo.
Occorre osservare che, nonostante le notevoli somiglianze orbitali dei due corpi, non appare al momento che vi siano caratteristiche fisiche comuni ad entrambi; in particolare, (55636) 2002 TX300 è più piccolo e notevolmente più scuro (albedo inferiore a 0,08) di Haumea.

## Dati fisici
L'impossibilità di individuare l'oggetto attraverso la misurazione delle emissioni termiche indica che le sue dimensioni debbono necessariamente essere inferiori ai 907 km di diametro, e l'albedo è sicuramente superiore o pari a 0,08 (a titolo di confronto, Varuna è caratterizzato da un diametro di 1060 km e da un'albedo pari a 0,038).

## Superficie
Lo spettro ottenuto nel campo del visibile e in quello degli infrarossi è estremamente simile a quello di Caronte, il principale satellite naturale di Plutone. Un'analisi mineralogica indica chiaramente la presenza abbondante di particelle di ghiaccio d'acqua, sebbene le incertezze sulle misure non rendano necessario distinguere fra la forma amorfa del ghiaccio e quella cristallina (già individuata su Caronte, Quaoar e Haumea).
In proporzione, si registra una relativa assenza di tolina, comune fra gli oggetti della fascia di Kuiper; per spiegare tale peculiarità è stato proposto che l'oggetto abbia subito di recente una collisione, oppure presenti periodicamente attività cometaria.